# Marie Rottrová
Marie Rottrová (Ostrava–Hrušov, 13 novembre 1941) è una cantante, pianista e compositrice ceca.

## Canzoni più famose
- "Kůň bílý" (1971)
- "Řeka lásky" (1974)
- "Čím zvoní píseň má" (1972)
- "Lásko"
- "To nic" (1979)
- "Markéta" (1973)
- "To mám tak ráda" (1975)
- "S tím bláznem si nic nezačínej" (1985) – duetto con Pavel Bobek[4][5][6]
- "Lásko voníš deštěm" (1980)
- "Skořápky ořechů" (1983)
- "Ty kdo jdeš kolem" (1977)
- "Měli jsme se potkat dřív" (1985)
- "Večerem zhýčkaná" (1987)
- "Ten vůz už jel" (1983)
- "Zřejme letos nikde nejsou kytky" (1984)

## Discografia

### Grammofoni, albumi a nastri
- 1970 Flamingo – Supraphon
- 1971 This Is Our Soul – Supraphon – Artia
- 1972 Marie Rottrová – Supraphon
- 1975 Plaměňáci a Marie Rottrová 75 – Supraphon
- 1977 Pěšky po dálnici – Supraphon
- 1977 Rhytm And Romance – Supraphon
- 1980 Ty kdo jdeš kolem – Supraphon
- 1981 Muž č 1 – Supraphon
- 1982 Marie Rottrová vypravuje pohádky Františka Nepila – Supraphon
- 1982 Lásko, voníš deštěm – Supraphon
- 1983 Já a Ty – Supraphon
- 1985 12× Marie Rottrová – Supraphon
- 1986 Mezi námi – Supraphon
- 1987 Marie & spol. – Supraphon
- 1988 Soul Feeling – Supraphon
- 1988 Marie Rottrová a její hosté – Divadélko pod věží – Supraphon – LP, MC
- 1989 Důvěrnosti – Supraphon

### CD-albumi
- 1993 Chvíli můj, chvíli svůj – Monitor
- 1995 Jeřabiny – B & M Music
- 1996 Flamingo – Bonton Music
- 1997 To mám tak ráda
- 1997 Tisíc tváří lásky –
- 1997 Vánoční čas – B & M Music
- 1999 Čas pro mou lásku – Bonton Music
- 2001 Neberte nám princeznú – colonna sonora del film – BMB
- 2001 Ty kdo jdeš kolem – Sony Music Bonton
- 2001 Podívej – BMG
- 2001 Muž č.1/Plameňáci/Marie Rottrová ´75 – Bonton Music
- 2003 Všechno nejlepší – Supraphon
- 2003 Most vzpomínání – Marie Rottrová 1 – Areca Multimedia
- 2003 Řeka lásky – Marie Rottrová 2 – Areca Multimedia
- 2003 To mám tak ráda – Marie Rottrová 3 – Areca Multimedia
- 2004 Jen ty a já – Supraphon
- 2003 Všechno nejlepší 2 – Supraphon

### DVD-albumi
- 2008 Tisíc tváří lásky – Supraphon